# Transmetallatie
De transmetallatie is een algemeen soort reactie uit de organometaalchemie. Het beschrijft de uitwisseling van 2 liganden rondom een metaalcentrum (deze hoeven niet noodzakelijk dezelfde te zijn). De reactie kan algemeen als volgt voorgesteld worden:
Hierbij stellen M en M' de metaalcentra voor en R en R' de liganden. Deze liganden kunnen zowel organisch als anorganisch van aard zijn.